# 스틸 볼 런
《스틸 볼 런》은 아라키 히로히코의 일본 만화 《죠죠의 기묘한 모험》의 7부이다. 본래 슈에이샤의 〈주간 소년 점프〉에서 2004년 1월 19일부터 첫 23화가 연재됐으나, 이후 2005년 슈에이샤의 청년 만화 잡지 〈울트라 점프〉로 연재처를 옮겨 2011년 4월 19일 총 95화로 마무리지었다. 단행본으로 24권으로 엮여 출판됐다. 연재 시작 당시 제목은 《스틸 볼 런》으로 기존의 《죠죠의 기묘한 모험》 시리즈에 속하는지 불분명했으나, 〈울트라 점프〉에서 연재 시작 후에 해당 만화가 《죠죠의 기묘한 모험》의 7부이며 기존 세계와 연관없는 평행 세계가 무대라고 밝혔다. 이후 《죠죠리온》으로 이어졌다.
《스틸 볼 런》의 배경은 1890년의 미국이다. 주인공은 하반신 마비가 걸린 전 경마기수 죠니 죠스타로, 그가 잠시 두 다리로 걷게 만든 미지의 능력자 자이로 체펠리를 만난 것을 계기로 전미 크로스컨트리 경주 '스틸 볼 런'에 참가하는 이야기를 그렸다.

## 제작
《스틸 볼 런》은 아라키 히로히코가 집필하고 그렸으며, 처음에는 슈에이샤의 청년 만화 잡지 〈주간 소년 점프〉에서 2004년 1월 19일부터 10월 16일까지 연재됐다. 이후에는 슈에이샤의 월간 성인 만화 잡지 〈울트라 점프〉로 옮겨 2005년부터 3월 19일부터 2011년 4월 19일까지 연재됐다.

## 참조

### 주해
1. ↑  일본어: スティール・ボール・ラン, 영어: Steel Ball Run